# Saut en hauteur masculin aux championnats du monde d'athlétisme 2015
Pour un article plus général, voir Championnats du monde d'athlétisme 2015.
Navigation
Moscou 2013 Londres 2017
L'épreuve de saut en hauteur masculin des championnats du monde d'athlétisme de 2015 s'est déroulée les 28 et 30 août 2015 dans le Stade national olympique de Pékin (Chine), remportée par le Canadien Derek Drouin à l'issue d'un barrage nécessaire pour départager les trois premiers.

## Records et performances

### Records
Avant ces championnats de 2015, les records du saut en hauteur hommes (mondial, des championnats et par continent) étaient les suivants.
| Record                    | Athlète                                     | Pays                 | Résultat | Lieu                      | Date                                      |
| ------------------------- | ------------------------------------------- | -------------------- | -------- | ------------------------- | ----------------------------------------- |
| Record du monde           | Javier Sotomayor                            | Cuba                 | 2,45 m   | Salamanque                | 27 juillet 1993                           |
| Record des championnats   | Bohdan Bondarenko                           | Ukraine              | 2,41 m   | Moscou                    | 15 août 2013                              |
| Record d'Afrique          | Jacques Freitag                             | Afrique du Sud       | 2,38 m   | Oudtshoorn                | 5 mars 2005                               |
| Record d'Asie             | Mutaz Essa Barshim                          | Qatar                | 2,43 m   | Bruxelles                 | 5 septembre 2014                          |
| Record d'Amérique du Nord | Javier Sotomayor                            | Cuba                 | 2,45 m   | Salamanque                | 27 juillet 1993                           |
| Record d'Amérique du Sud  | Gilmar Mayo                                 | Colombie             | 2,33 m   | Pereira                   | 17 octobre 1994                           |
| Record d'Europe           | Patrik Sjöberg Ivan Ukhov Bohdan Bondarenko | Suède Russie Ukraine | 2,42 m   | Stockholm Prague New York | 30 juin 1987 25 février 2014 14 juin 2014 |
| Record d'Océanie          | Tim Forsyth                                 | Australie            | 2,36 m   | Melbourne                 | 2 mars 1997                               |

### Meilleures performances de l'année 2015
Onze athlètes ont franchi la barre des 2,33 mètres avant ces championnats.
|   | Athlète            | Pays       | Résultat | Lieu           | Date            |
| - | ------------------ | ---------- | -------- | -------------- | --------------- |
| 1 | Mutaz Essa Barshim | Qatar      | 2,41 m   | Eugene, Orégon | 30 mai 2015     |
| 2 | Zhang Guowei       | Chine      | 2,38 m   | Eugene, Orégon | 30 mai 2015     |
| 3 | Bohdan Bondarenko  | Ukraine    | 2,37 m   | Kawasaki       | 10 mai 2015     |
| 3 | Erik Kynard        | États-Unis | 2,37 m   | Eugene, Orégon | 26 juin 2015    |
| 3 | Derek Drouin       | Canada     | 2,37 m   | Toronto        | 25 juillet 2015 |
| 3 | Gianmarco Tamberi  | Italie     | 2,37 m   | Eberstadt      | 2 août 2015     |
| 7 | JaCorian Duffield  | États-Unis | 2,34 m   | Eugene, Orégon | 26 juin 2015    |
| 7 | Donald Thomas      | Bahamas    | 2,34 m   | Székesfehérvár | 7 juillet 2015  |
| 9 | Marco Fassinotti   | Italie     | 2,33 m   | Oslo           | 11 juin 2015    |
| 9 | Daniil Tsyplakov   | Russie     | 2,33 m   | Tcheboksary    | 20 juin 2015    |
| 9 | Michael Mason      | Canada     | 2,33 m   | Birmingham     | 30 juin 2013    |

## Engagés
Pour se qualifier pour les Championnats (minimum unique), il fallait avoir réalisé au moins 2,28 m entre le 1er octobre 2014 et le 10 août 2015 .
42 athlètes sont inscrits sur la liste provisoire diffusée le 15 août 2015 :
1. 2,41 m Mutaz Essa Barshim (QAT) 30 mai 2015, 2,43 m en 2014
2. 2,38 m Zhang Guowei (CHN)  30 mai 2015, 2,34 m en 2014
3. 2,37 m Bohdan Bondarenko(UKR)  10 mai 2015, 2,42 m en 2014
4. 2,37 m Erik Kynard (USA) 26 juin 2015, 2,37 m en 2014
5. 2,37 m Derek Drouin  (CAN) 25 juillet et 2 août 2015, 2,40 m en 2014
6. 2,37 m Gianmarco Tamberi (ITA) 2 août 2015
7. 2,34 m JaCorian Duffield  (USA) 26 juin 2015
8. 2,33 m Marco Fassinotti  (ITA) 2 Oslo (Bislett) 11 juin 2015, 2,30 m en 2014
9. 2,33 m Daniil Tsyplakov  (RUS) 1 Tcheboksary (Olimpiyskiy) 20 juin 2015, 2,33 m en 2014
10. 2,33 m Michael Mason  (CAN) 2 Edmonton (Foote Field) 12 juillet 2015
11. 2,33 m Donald Thomas  (BAH) 4 Eberstadt 2 août 2015 et 2,28 m 7 Eugene 30 mai 2015
12. 2,32 m Ivan Ukhov  (RUS) 4 Eugene (Hayward Field) 30 mai 2015, 2,41 m en 2014
13. 2,32 m Eike Onnen  (GER) 1 Bühl 28 juin 2015
14. 2,32 m Andriy Protsenko   (UKR) 4 Székesfehérvár (Sóstói Stadion) 7 juillet 2015, 2,40 m en 2014
15. 2,31 m Wang Yu   (CHN) 2 Pékin (Stade national) 20 mai 2015
16. 2,31 m Jesse Williams  USA 3 Eugene (Hayward Field), OR 26 juin 2015, 2,30 m en 2014
17. 2,31 m Jeron Robinson (USA) 1 San Angelo, 9 mai 2015
18. 2,30 m Brandon Starc (AUS) 1 Sydney (SOPAC) 14 mars 2015
19. 2,30 m Mateusz Przybylko   GER 1 Weinheim 30 mai 2015
20. 2,30 m Dmytro Yakovenko   UKR 1 Kirovohrad 9 juin 2015
21. 2,30 m Jaroslav Bába  CZE 1 Héraklion (Pancretion Stadium) 20 juin 2015, 2,31 m en 2014
22. 2,30 m Sylwester Bednarek   (POL) 1 Tábor 28 JUL 2015
23. 2,29 m Matúš Bubeník   (SVK) 1 Banská Bystrica 2 août 2015
24. 2,29 m Naoto Tobe  (JPN) 4 Shanghai 17 mai 2015, 2,31 m en 2014
25. 2,29 m Mihai Donișan (ROU) 1 Pitești 6 juin 2015
26. 2,29 m Majd Eddin Ghazal (SYR) 1 Pathum Thani 25 juin 2015
27. 2,29 m Joel Baden   AUS 1 Melbourne (Albert Park) 18 octobre 2014
28. 2,29 m Dmitry Kroyter (ISR) 2 août 2015, également 2,28 m 1 Leiria 26 juillet 2015
29. 2,28 m Talles Frederico Silva  BRA 1 São Bernardo do Campo 18 avril 2015
30. 2,28 m Takashi Etō JPN 1 Fukuroi 3 mai 2015
31. 2,28 m Yūji Hiramatsu  JPN 1 Yokohama 16 mai 2015
32. 2,28 m Ali Mohd Younes Idriss (SUD) 1 Namur 27 mai 2015
33. 2,28 m Konstadínos Baniótis GRE 2 Héraklion (Pancretion Stadium) 20 juin 2015
34. 2,28 m Ryan Ingraham  BAH 1 Nassau (T. Robinson Stadium) 26 juin 2015
35. 2,28 m Trevor Barry  BAH 3 Nassau (T. Robinson Stadium) 26 juin 2015
36. 2,28 m Yuriy Krymarenko  (UKR) 1 Berdychiv 27 juin 2015
37. 2,28 m Robert Grabarz   (GBR) 1 Birmingham (Alexander), GBR 5 JUL 2015
38. 2,28 m Hsiang Chun-Hsien (TPE) 3 Gwangju 10 JUL 2015
39. 2,27 m Eugenio Rossi (SMR), qualifié en tant que seul athlète de son pays
40. 2,26 m Dimítrios Chondrokoúkis (CYP) Limassol 2015, 2,32 m en salle en 2015
41. 2,25 m Kabelo Kgosiemang (BOT) 2,28 m en 2014, qualifié en tant que champion d'Afrique
42. 2,24 m Raivydas Stanys (LTU), 2,28 m en salle en 2015

## Médaillés
| Or           | Argent                         | Bronze |
| Derek Drouin | Zhang Guowei Bohdan Bondarenko | -      |

## Résultats

### Finale
| Rang              | Athlète                 | Pays       | Essais | Essais | Essais | Essais | Essais | Essais | Essais | Marque | Notes   |
| Rang              | Athlète                 | Pays       | 2,20 m | 2,25 m | 2,29 m | 2,33 m | 2,36 m | 2,36 m | 2,34 m | Marque | Notes   |
| ----------------- | ----------------------- | ---------- | ------ | ------ | ------ | ------ | ------ | ------ | ------ | ------ | ------- |
| Médaille d'or     | Derek Drouin            | Canada     | o      | o      | o      | o      | xxx    | x      | o      | 2,34 m | Barrage |
| Médaille d'argent | Zhang Guowei            | Chine      | o      | o      | o      | o      | xxx    | x      | x      | 2,33 m | Barrage |
| Médaille d'argent | Bohdan Bondarenko       | Ukraine    | -      | o      | -      | o      | xxx    | x      | x      | 2,33 m | Barrage |
| 4                 | Mutaz Essa Barshim      | Qatar      | o      | o      | xo     | o      | xxx    |        |        | 2,33 m |         |
| 5                 | Daniil Tsyplakov        | Russie     | o      | o      | o      | xxx    |        |        |        | 2,29 m |         |
| 6                 | Donald Thomas           | Bahamas    | o      | o      | xo     | -      | xxx    |        |        | 2,29 m |         |
| 7                 | Jaroslav Bába           | Tchéquie   | o      | xo     | xo     | xxx    |        |        |        | 2,29 m |         |
| 8                 | Gianmarco Tamberi       | Italie     | o      | o      | xxx    |        |        |        |        | 2,25 m |         |
| 8                 | Erik Kynard             | États-Unis | o      | o      | xxx    |        |        |        |        | 2,25 m |         |
| 10                | Trevor Barry            | Bahamas    | xxo    | o      | xxx    |        |        |        |        | 2,25 m |         |
| 11                | Dimítrios Chondrokoúkis | Chypre     | o      | xo     | xxx    |        |        |        |        | 2,25 m |         |
| 12                | Eike Onnen              | Allemagne  | o      | xxo    | xxx    |        |        |        |        | 2,25 m |         |
| 12                | Brandon Starc           | Australie  | o      | xxo    | xxx    |        |        |        |        | 2,25 m |         |
| 14                | Konstadínos Baniótis    | Grèce      | xo     | xxx    |        |        |        |        |        | 2,20 m |         |

### Qualification
Qualification : 2,31 m (Q) ou au moins les 12 meilleures performances (q).
| Place | Groupe | Athlète                 | Pays           | 2,17 m | 2,22 m | 2,26 m | 2,29 m | 2,31 m | Marque     | Notes |
| ----- | ------ | ----------------------- | -------------- | ------ | ------ | ------ | ------ | ------ | ---------- | ----- |
| 1     | A      | Derek Drouin            | Canada         | o      | o      | o      | o      | o      | 2,31 m (Q) |       |
| 1     | B      | Zhang Guowei            | Chine          | o      | o      | o      | o      | o      | 2,31 m (Q) |       |
| 3     | B      | Bohdan Bondarenko       | Ukraine        | -      | o      | -      | xo     | o      | 2,31 m (Q) |       |
| 3     | A      | Mutaz Essa Barshim      | Qatar          | -      | o      | o      | xo     | o      | 2,31 m (Q) |       |
| 5     | A      | Brandon Starc           | Australie      | o      | o      | xxo    | xxo    | o      | 2,31 m (Q) | PB    |
| 6     | A      | Eike Onnen              | Allemagne      | o      | o      | o      | o      | xo     | 2,31 m (Q) |       |
| 7     | B      | Dimítrios Chondrokoúkis | Chypre         | o      | o      | o      | xo     | xxo    | 2,31 m (Q) |       |
| 8     | B      | Jaroslav Bába           | Tchéquie       | o      | o      | o      | xxo    | xxo    | 2,31 m (Q) | SB    |
| 8     | A      | Konstadínos Baniótis    | Grèce          | o      | o      | xo     | xo     | xxo    | 2,31 m (Q) | SB    |
| 10    | A      | Trevor Barry            | Bahamas        | o      | o      | o      | o      | xxx    | 2,29 m (q) | SB    |
| 10    | A      | Gianmarco Tamberi       | Italie         | o      | o      | o      | o      | xxx    | 2,29 m (q) |       |
| 10    | B      | Daniil Tsyplakov        | Russie         | o      | o      | o      | o      | xx-    | 2,29 m (q) |       |
| 10    | B      | Donald Thomas           | Bahamas        | o      | o      | o      | o      | x-     | 2,29 m (q) |       |
| 10    | B      | Erik Kynard             | États-Unis     | o      | o      | o      | o      | xxx    | 2,29 m (q) |       |
| 15    | B      | Majd Eddine Ghazal      | Syrie          | o      | o      | xo     | o      | xxx    | 2,29 m     | NR    |
| 16    | A      | JaCorian Duffield       | États-Unis     | xxo    | o      | o      | o      | xxx    | 2,29 m     |       |
| 17    | A      | Andriy Protsenko        | Ukraine        | o      | xo     | xo     | xo     | xxx    | 2,29 m     |       |
| 18    | A      | Wang Yu                 | Chine          | o      | o      | o      | xxx    |        | 2,26 m     |       |
| 18    | A      | Robert Grabarz          | Royaume-Uni    | -      | o      | o      | xxx    |        | 2,26 m     |       |
| 18    | B      | Michael Mason           | Canada         | o      | o      | o      | xxx    |        | 2,26 m     |       |
| 21    | B      | Joel Baden              | Australie      | o      | xo     | o      | xxx    |        | 2,26 m     | SB    |
| 22    | A      | Jesse Williams          | États-Unis     | o      | o      | xo     | xxx    |        | 2,26 m     |       |
| 22    | A      | Mihai Donisan           | Roumanie       | o      | o      | xo     | xxx    |        | 2,26 m     |       |
| 24    | A      | Ivan Ukhov              | Russie         | o      | xo     | xo     | xxx    |        | 2,26 m     |       |
| 25    | A      | Naoto Tobe              | Japon          | o      | xxo    | xo     | xxx    |        | 2,26 m     |       |
| 25    | B      | Ryan Ingraham           | Bahamas        | xxo    | -      | xo     | xxx    |        | 2,26 m     |       |
| 27    | B      | Dmytro Yakovenko        | Ukraine        | xo     | o      | xxo    | xxx    |        | 2,26 m     |       |
| 28    | B      | Mateusz Przybylko       | Allemagne      | o      | o      | xxx    |        |        | 2,22 m     |       |
| 28    | A      | Takashi Etō             | Japon          | o      | o      | xxx    |        |        | 2,22 m     |       |
| 28    | A      | Kabelo Kgosiemang       | Botswana       | o      | o      | xxx    |        |        | 2,22 m     |       |
| 28    | A      | Yuriy Krymarenko        | Ukraine        | o      | o      | xxx    |        |        | 2,22 m     |       |
| 32    | B      | Hsiang Chun-Hsien       | Taipei chinois | xxo    | o      | -      | xxx    |        | 2,22 m     |       |
| 33    | B      | Dmitry Kroytor          | Israël         | o      | xo     | xxx    |        |        | 2,22 m     |       |
| 33    | A      | Sylwester Bednarek      | Pologne        | o      | xo     | xxx    |        |        | 2,22 m     |       |
| 35    | A      | Ali Mohd Younes Idriss  | Soudan         | o      | xxx    |        |        |        | 2,17 m     |       |
| 35    | B      | Yūji Hiramatsu          | Japon          | o      | xxx    |        |        |        | 2,17 m     |       |
| 37    | B      | Matúš Bubeník           | Slovaquie      | xo     | xxx    |        |        |        | 2,17 m     |       |
| 37    | B      | Eugenio Rossi           | Saint-Marin    | xo     | xxx    |        |        |        | 2,17 m     |       |
| 39    | B      | Talles Frederico Silva  | Brésil         | xxo    | xxx    |        |        |        | 2,17 m     |       |
| -     | B      | Raivydas Stanys         | Lituanie       | xxx    |        |        |        |        | NM         |       |
| -     | B      | Marco Fassinotti        | Italie         |        |        |        |        |        | DNS        |       |

## Légende
- m : mètres
- NM : non mesuré[réf. souhaitée]

Records et Performances
- AR : Record continental (area record)
- CR : Record des championnats (championship record)
- MR : Record du meeting (meet record)
- NR : Record national (national record)
- OR : Record olympique (olympic record)
- PR : Record paralympique (paralympic record)
- PB : Record personnel (personal best)
- SB : Meilleure performance personnelle de la saison (season's best)
- WL : Meilleure performance mondiale de l'année (world leader)
- WJR : Record du monde junior (world junior record)
- WR : Record du monde (world record)

Circonstances et Conditions
- DNF : N'a pas terminé (did not finish)
- DNS : N'a pas pris le départ (did not start)
- DQ : Disqualification (disqualification)
- NM : Aucun essai valable enregistré (No Mark)
- Q : Qualifié « directement » au prochain tour (ou à la prochaine compétition), lors d'une compétition majeure, grâce au classement ou à la réalisation des minima (automatic qualifier)
- q : Qualifié au prochain tour (ou à la prochaine compétition), lors d'une compétition majeure, grâce au repêchage ou à la réalisation de l'une des meilleures performances parmi celles des « non qualifiés directement » (grâce au meilleur temps ou à la meilleure distance par exemple) (secondary qualifier)